# Associazione Internazionale di Estetica Empirica
L'Associazione Internazionale di Estetica Empirica (in inglese International Association of Empirical Aesthetics, IAEA) è un'organizzazione psicologica che indaga scientificamente la natura dell'esperienza e del comportamento dell'estetica. Il gruppo, che ha membri in oltre 25 paesi al mondo, fu fondato durante il primo congresso internazionale a Parigi nel 1965 da Daniel Berlyne, Robert Francés, Carmelo Genovese e Albert Wellek. 

## Storia
Sebbene l'associazione sia stata fondata a metà degli anni Sessanta del XX secolo, il campo dell'estetica sperimentale era attivo già da molto tempo, essendo la seconda branca più antica della psicologia scientifica, tradizionalmente datata al 1876, anno in cui Gustav Theodor Fechner (1801-1887) pubblicò la sua opera Vorschule der Aesthetik. Fechner, che è considerato il fondatore della psicofisica, stabilì dei metodi per esaminare la risposta estetica ad una varietà di forme visuali, tra cui un'esplorazione della sezione aurea. A partire dalla fondazione dell'associazione, la ricerca sull'estetica empirica ha continuato a progredire, annoverando molti pionieri tra i suoi membri, come testimoniato da diversi libri, tra cui Aesthetics and Psychobiology di Daniel Berlyne (1971) e The Clockwork Muse: The Predictability of Artistic Change di Colin Martindale (1990).

## Organizzazione
L'Associazione Internazionale di Estetica Empirica è un'organizzazione di ricercatori che adoperano metodi scientifici per indagini sull'estetica in una vasta gamma di discipline, come le arti visive, la musica, la letteratura, il cinema, il teatro e la filosofia. I suoi membri provengono da diversi campi del sapere, tra cui la psicologia, le neuroscienze, la sociologia, la museologia, la storia dell'arte, la filosofia e la musicologia.
L'associazione organizza conferenze biennali ed è strettamente associata alla rivista Empirical Studies in the Arts. Inoltre assegna i seguenti premi alle eccellenze nella ricerca empirica sull'estetica e la creatività:
- il Premio Gustav Theodor Fechner (per contributi meritevoli nell'estetica empirica);
- il Premio Sir Francis Galton (per contributi meritevoli nello studio della creatività);
- il Premio Alexander Gottlieb Baumgarten (per contributi meritevoli da parte di giovani scienziati);
- il Premio Robert Francès (per contributi meritevoli da parte di studenti ricercatori).

## Presidenti passati
- Robert Francés (1965-1969)
- Daniel Berlyne (1970-1971)
- Irvin Child (1973-1975)
- Pavel Machotka (1983-1985)
- François Molnar (1985-1990)
- Gerald Cupchik (1990-1994)
- Colin Martindale (1994-1998)
- Dean Keith Simonton (1998-2000)
- Paolo Bonaiuto (2000-2004)
- Paul Locher (2004-2008)
- Holger Höge (2008-2012)
- Anjan Chatterjee (2012-2014)
- Helmut Leder (2014-2018)